# 固城侑美
固城侑美（KOJO Yumi，1992年9月16日—），日本女子水球運動員，亦為日本國家女子水球隊成員。兵庫縣出生，現就讀於早稲田大学。

## 簡歷
2014年9月，固城侑美代表日本出戰韓國仁川舉行的亞運會水球比賽項目，協助球隊贏得銀牌。